# 呂璜
呂璜（1777年—1839年），字禮北，號月滄，又自号南郭老民，廣西永福縣錦橋裡尚水村人，清代官员、文学家，“嶺西五大家”之一。

## 生平
家境貧寒，嘉慶六年（1801年）鄉試第二名，嘉慶十六年進士，任浙江知縣。道光五年（1825年），獲罪罷官。道光八年（1828年）求學於姚鼐弟子吳德旋。與朱琦、彭昱堯、龍啟瑞和王拯合稱“嶺西五大家”。著有《月沧诗文集》、《月沧年谱》、《初月楼古文绪论》等。

## 其他
- 梁章钜挽吕璜联

三管失斯人，癸水辰山都暗淡；
千秋存定论，乡贤名宦伫馨香。